# Rhodostrophia unicolorata
Rhodostrophia unicolorata là một loài bướm đêm trong họ Geometridae.